# Women's Professional Basketball League
Women's Professional Basketball League (WBL) var en professionell damliga i basket i USA. Ligan spelades under tre säsonger, från hösten 1978 till våren 1981, och räknas som en av de tidiga professionella dambasketligorna i USA.

## Mästare
- 1979 - Houston Angels
- 1980 - New York Stars
- 1981 - Nebraska Wranglers

### Fotnoter
1. ↑  Porter, Karra. (2006). Mad seasons : the story of the first Women's Professional Basketball League, 1978-198. Lincoln: University of Nebraska Press. ISBN 0-8032-8789-5